# Doris (planetka)
(48) Doris je planetka nacházející se v hlavním pásu asteroidů. Její průměr činí asi 222 km. Byla objevena 19. září 1857 německo-francouzským astronomem H. Goldschmidtem.